# شيفا (فلم 2008)
شيفا هو فيلم درامي إسرائيلي عام 2008 المعروف أيضا باسمه الإنكليزي 7 أيام وسبعة أيام وسبعة أيام من إخراج رونيت القبص وشلومي القبص. هذا يعتبر الجزء الثاني من سلسلة قصة الزواج غير السعيد لفيفيان أمزاليم حيث عرض الجزء الأول بعنوان لاتخاذ زوجة في عام 2004. في عام 2014 تم عرض الجزء الثلاث من هذه السلسلة بعنوان جيت: محاكمة فيفيان أمزاليم في عام 2014.

## القصة
لمدة سبعة أيام يتم ملاحظة الطقوس اليهودية لحداد شيفا لوفاة شقيقه من خلال عائلة كبيرة من أصل مغربي. يكشف العيش معا مرة أخرى عن العديد من التوترات والصراعات بين أفراد الأسرة. وسط التوترات يتم استعراض حرب الخليج الثانية في الخلفية.

## الممثلون
- رونيت القبص في دور فيفيان
- ألبرت لوز في دور مير
- يائيل ابيكاسيس في دور ليلى
- سيمون أبكاريان في دور إلياو
- هانا لازلو في دور إيتا
- موشيه إيفغي في دور حاييم
- كيرين مور في دور إيلانا
- ألون بيتبول في دور إيتامار

## النقد
الفيلم تلقى ردود فعل متباينة. قارنت مجلة فارييتي بين الجزء الأول والثاني بينما في نفس الوقت أشادت بالفيلم بأنه «لا تشوبه شائبة». تساءلت صحيفة جيروزاليم بوست عن سبب طلبها قضاء ساعتين في الاستماع إلى الاستياء الغاضب من عائلة متفككة حتى لو كانت معجبة بأداء الممثقلين والمخرجة.

## روابط خارجية
- مقالات تستعمل روابط فنية بلا صلة مع ويكي بيانات